# Koert Post
Koert Post (Midwolda, 1941) is een Nederlands politicus van het CDA.
Hij was gemeentesecretaris van Schoonebeek voor hij in juli 1984 benoemd werd tot burgemeester van Oldekerk. Op 1 januari 1990 ging die gemeente op in de gemeente Grootegast waarmee zijn functie kwam te vervallen. Later dat jaar werd Post de burgemeester van Angerlo wat hij tot 2001 zou blijven.